# عديم الأرجل الهندي
عديم الأرجل الهندي (الاسم العلمي: Uraeotyphlus)، جنس من عديمات الأرجل المنتمية إلى فصيلة عديمات الأرجل الآسيوية ذات الذيل. يضم الجنس سبعة أنواع، وكلها تستوطن في غاتس الغربية في جنوب غرب الهند. في السابق، تم وضع الجنس في فصيلة عديمات الأرجل الهندية الخاصة به.